# Emilia Benito

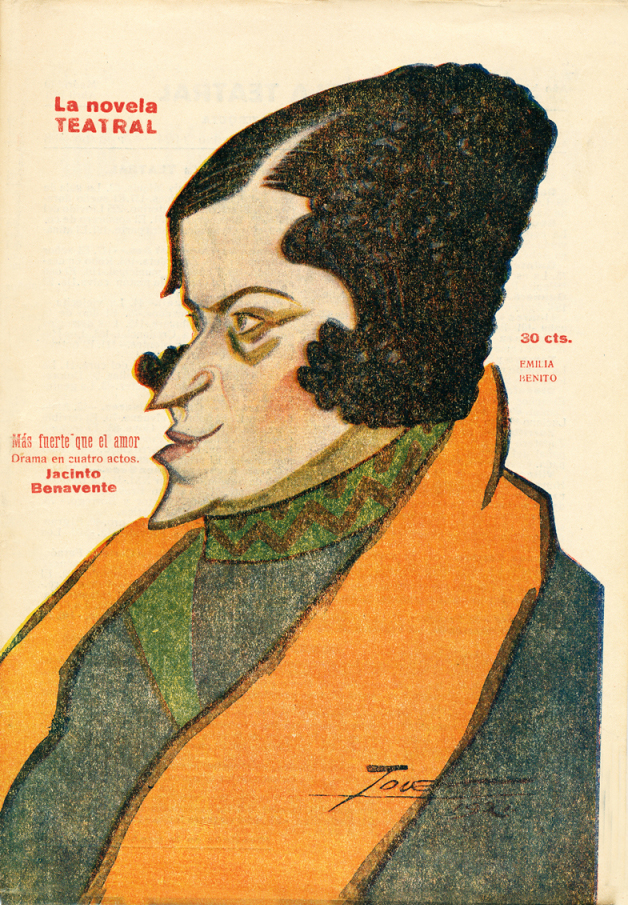
Caricaturizada por Tovar (1921)

Josefa Emilia Benito Rodríguez, conocida como La Satisfecha (La Unión, Murcia, c. 1886-México, 1960), fue una cantante española.

## Biografía
Nacida hacia 1886 en La Unión, en la Región de Murcia, fue una de las dos grandes intérpretes flamencas de su localidad natal, siendo la otra Conchita la Peñaranda. Hija de un humilde barbero (Joaquín Benito, apodado "el Satisfecho"), su arte comienza a manifestarse en los cafés cantantes de su ciudad natal y de Cartagena, cuando la minería experimentaba gran auge económico entre 1880 y 1920. Las escasas fotografías de la época dan idea de su gentil figura.
Según Javier Barreiro, las penurias familiares la obligaron a casar a los trece años con un ricacho de la vecina Cartagena, separándose a los seis meses. Fue costurera y, en Archena, camarera del balneario, donde actuó por primera vez. Probó con el género chico en la compañía de Paco Alarcón, como una de las grisettes de "Bohemios."  En Huércal-Overa debutó en un programa triple, interpretando a un muchacho en "Los chicos de la escuela."  Tras dos años en la compañía, debutó en solitario cantando flamenco y jota en el Salón España de Almería con un sueldo de diez pesetas.  Por consejo de la cupletista Pura Oliver viajó a Barcelona, donde actuó en La Buena Sombra. Tras un año en la Ciudad Condal, trabajó en Palma de Mallorca (1910) y Málaga y en el madrileño teatro Romea, donde empezó a lograr reconocimiento."  Gozó de gran popularidad, con contratos por toda la geografía nacional.
Hacia mediados del siglo XIX, al cundir la voz de la riqueza minera de la sierra de Cartagena-La Unión, multitud de emigrados de las Alpujarras o de Almería traían consigo sus cantos de labor como la malagueña, la trilla, la siega o la madrugá.  Según Pedro Fernández Riquelme, estos subgéneros derivarían en creaciones más estilizadas en las voces míticas de profesionales como el Rojo El Alpargatero, Concha Peñaranda, Juan Abad Díaz, "Chilares", Pedro el Morato, Antonio Chacón, el Mochuelo, la Niña de los Peines, el Cojo de Málaga y Emilia Benito (1).  Esta creó su propia variante de cartagenera, que ella llamaba "emiliana."
Junto a contemporáneas como Pastora Imperio, Emilia Benito representó una temprana reacción castiza a la moda del afrancesado cuplé, género que dominaría la escena de las variedades madrileñas hasta la década de los años 1920.  Versátil artista, fue cantaora de flamenco y cantes de Levante, tonadillera, intérprete de jota y del más amplio repertorio folklórico español, incluyendo la folía canaria. Fue una de las primeras artistas en grabar en disco de pizarra, con lo que pudo difundir su personalísimo estilo y marcarlo para otras figuras del flamenco; ello se ve en referencias discográficas de las marcas Odeon o Pathé de 1914 y 1915, en las que consta que la célebre Niña de los Peines canta "por palo de taranta" al "estilo de Emilia Benito, la Satisfecha", incluyendo el tema de "La Grabiela", famosa taranta con la que Emilia se hiciera famosa:

Corre y dile a mi Grabiela,

que voy pa las Herrerías;

que duerma y no tenga pena,

que antes que amanezca el día

ya estaré yo en Cartagena.

Antes de dejar La Unión, sostienen algunos, había tenido amores con el célebre Antonio Grau Dausset, hijo del no menos grande "Rojo el Alpargatero."  Grabó en Asturias numerosos temas de la región con los compositores Llaneza, Martínez Abades y Baldomero Fernández.  De este último interpretó el tema "Torna la gocha". En 1912 dio un recital con gran éxito en los Jardines del Retiro, donde cantó su creación "El campanero", con letra de Manuel Mañas.  Cantó canción andalucista de los compositores Ramiro Ruiz "Raffles" y Cándido Larruga.
En 1917 viajó a Buenos Aires como cantora de jotas, formando parte del espectáculo en honor de Manolita Rosales, quien se despedía de la ciudad.  Junto a "la Satisfecha" actuaron, entre otros, el dúo Carlos Gardel y José Razzano y las tonadilleras Antonia Costa y Teresita Zazá.
Destacó en el folklore regional, con preferencia por el de Asturias y Aragón.  En 1919 se halla en Tenerife, donde da un recital de jotas, isas y folías en el Parque Municipal de Santa Cruz. En febrero de 1920 actuó en el "fin de fiestas" del Circo Price de Madrid, tras la zarzuela de Asenjo Barbieri "Jugar con fuego," según hemeroteca de ABC.
Comprometida con las causas sociales, en sus regresos a La Unión organizaba, en el Salón Condal, funciones extraordinarias en beneficio del Hospital de Sangre, donde se amparaban tullidos, pobres y mineros enfermos sin recursos.
Su fotografía ilustró La Esfera, ABC, Diana (Cádiz) y otras revistas de la época. En 1928 emigró a México, D. F., donde continuó actuando como folklorista española por algunos años.  Al iniciarse la década de los 30 llega al Teatro Independencia de Monterrey, llevando en su compañía a los cómicos aún noveles Shilinsky, Cantinflas, las hermanas Olga y Sofía Ivanova y la cupletista colombiana Sofía Álvarez, según Manuel Neira Barragán.  
Tras acabar de cerillera en un popular teatro de México D.F., falleció en un asilo de ancianos de dicha capital. Un célebre tabernero de la ciudad de La Unión, Antonio Pagán, impulsor del arte flamenco, había querido organizar una colecta para repatriarla, iniciativa sin éxito en aquellos años de escasez económica. Al parecer, la misma cantante también era renuente a volver. El poeta y ensayista Asensio Sáez García dedica algunas páginas a la tonadillera en su libro La Unión, biografía de una ciudad alucinante.